# Uniwersytet w Perugii
Uniwersytet w Perugii (wł. Università degli Studi di Perugia) – państwowa szkoła wyższa z siedzibą w Perugii. Uczelnia ma charakter interdyscyplinarny, dający możliwość podjęcia studiów na szesnastu wydziałach.
Obiekty uniwersyteckie znajdują się na obszarze całego regionu. Uczelnia ma siedziby w Asyżu, Foligno i Terni.
Na rok akademicki 2014/2015 uczelnia liczyła 22 308 studentów. Rektorem uczelni jest prof. Franco Moriconi.

## Historia
Uniwersytet w Perugii to jedna z pierwszych uczelni powstałych we Włoszech. Uczelnia stała się oficjalnie uniwersytetem o randze studium generale, gdy 8 września 1308 roku Klemens V podpisał papieską bullę.

## Godło
Emblemat uniwersytetu został stworzony w 1925 roku w wyniku zarządzenia Ministerstwa Edukacji w sprawie standaryzacji emblematów, aby wszystkie krajowe uczelnie miały własne godło.
Oficjalne godło uczelni ukazuje po lewej stronie św. Ercolano z Perugii, jednego z patronów miasta, a po prawej gryfa, symbol miasta. Reprezentują one kościelne oraz cywilne uprawnienia, dzięki którym uczelnia powstała w średniowieczu.

## Struktura uniwersytetu
W skład uczelni wchodzi 16 wydziałów:
- Dipartimento di chimica, biologia e biotecnologie
- Dipartimento di economia
- Dipartimento di filosofia, scienze sociali, umane e della formazione
- Dipartimento di fisica e geologia
- Dipartimento di giurisprudenza
- Dipartimento di ingegneria
- Dipartimento di ingegneria civile ed ambientale
- Dipartimento di lettere – lingue, letterature e civiltà antiche e moderne
- Dipartimento di matematica e informatica
- Dipartimento di medicina
- Dipartimento di medicina sperimentale
- Dipartimento di medicina veterinaria
- Dipartimento di scienze agrarie, alimentari ed ambientali
- Dipartimento di scienze chirurgiche e biomediche
- Dipartimento di scienze farmaceutiche
- Dipartimento di scienze politiche

### Absolwenci
- Z tym tematem związana jest kategoria: Absolwenci i studenci Uniwersytetu w Perugii.